# Voks
Voks er et halvgennemskinneligt, vandafvisende, hvidt eller gulligt og relativt blødt fast stof med et forholdsvist lavt smeltepunktsinterval. Voks kan inddeles i naturlige og syntetiske typer. I de seneste år er der skabt vokstyper, baseret på silikone, kaldet silikonevoks.

## Naturlige vokser
Den klassiske definition af vokser er, at de består af en art kemiske forbindelser kaldet estere af langkædede carboxylsyrer med langkædede alkoholer. Kemisk set er voks en langkædet monoalkohol esterificert med en fedtsyre. Evt. en ester af etylenglycol (etan 1,2-diol) og to fedtsyrer. Det kan sammenlignes med fedtstofferne, der er estere af glycerol (propan 1,2,3-triol) og tre fedtsyrer. Voks er en slags lipid, altså et fedtstof.
Estergruppen er overvejende vandafvisende (hydrofob) og voksarterne er derfor fuldstændigt uopløselige i vand, hvilket udnyttes i naturen. Fx gnider fugle der lever i vand fjerene ind i voks. Bladene på mange planter er dækket med voks, som er med til at formindske vandtabet fra overfladen.
De naturlige vokser kan inddeles i animalske, vegetabilske og fossile vokser. Det der kaldes recente naturlige vokser, er produceret af nulevende (ikke-fossile) dyr eller planter. Mange dyr og planter kan producere vokser, som alle stort set korresponderer med den klassiske definition af voks, men kun et fåtal af dem udnyttes til voksproduktion.

### Fossile vokser
Fossile vokser kaldes også jordvokser eller mineralske vokser, herunder hører eksempelvis ceresin voks og montan voks. 

### Plantevokser
Plantevoks dannes i plantens overhud. Her indlejres eller afsættes den som et lag på overfladen af kutikulaen, som er et beskyttende lag i overfladen af planter (samt visse dyregrupper). Laget kan blive op til et par millimeter tykt og beskytter mod udtørring og angreb af insekter og mikroorganismer. 
Plantevoks kan inddeles efter oprindelse, eksempelvis græs-, palme- eller trævoks, eller efter den del af planten hvorfra den stammer, såsom blad-, bær- eller frugtvoks. Af plantevokser, som i dag udnyttes kommercielt, stammer mange fra Amerika. Det gælder eksempelvis carnaubavoks og candelillavoks. 

### Animalske vokser
Blandt animalske vokstyper er den bedst kendte bivoks, som udskilles af bier, der bruger den til opbygning af deres bo, hvad end det nu er meget avanceret som honningbiernes, eller simpelt som humlebiernes. Bivoks har været brugt gennem årtusinder til utallige formål, blandt andet skrivetavler, belysning, støbeforme, medicin, skønhedsartikler og podning. 
Blandt øvrige dyr, der producerer vokser er visse marine krebsdyr og fisk, som benytter voks til lagring af energi. Hvaler danner desuden vokslignende stoffer, som det for eksempel er tilfældet med kaskelothvalen (Physeter macrocephalus), i hvis hovedkapsel der findes spermacetolie, hvoraf der tidligere blev udvundet spermacetvoks. Uldvoks kan fremstilles af visse dyrs pels, som det ses med lanolin, der kommer fra fårepels. 
Både mennesker og visse dyr danner ørevoks, en klæbrig masse, som dannes i øregangen. Voks findes på insekters kutikula (ydre skelet), hvor det er med til at forhindre væsketab ved fordampning. Den kinesisk insektvoks, som er et stofskifteprodukt fra cikader, , mener man først blev introduceret i Europa i kolonitiden. Shellak var kendt i Indien, Kina og Japan i antikken. Shellak indeholder 3-5 % voks, kaldet shellak-voks, der kan udvindes af shellak.

## Syntetiske vokser
Visse kunstprodukter har egenskaber, der svarer til dem som findes hos naturlig voks.

## Identifikation af vokser
Vokser kan identificeres ud fra dets fysiske og kemiske egenskaber, hvis tilstrækkeligt materiale er tilstede, såsom smeltepunkt, massefylde, farve, lugt, konsistens, hårdhed, syre- og forsæbningstal og opløselighed i forskellige opløsningsmidler. 
Det var muligt allerede omkring 1850 at identificere voks, hvis tilstrækkeligt materiale var tilstede. Men omkring 1950’erne, da gaskromatografien blev udviklet, fik man bedre muligheder for at udskille visse typer af organisk materiale som bestanddel i blandinger, såfremt det givne stof havde karakteristiske og individuelle egenskaber. Grundet metodens følsomheden var det nu muligt at analysere på meget små prøver.
I dag kan High-Temperature Gas Cromatography (HT-GC) anvendes, eventuelt sammen med masse-spektrometri (GC-MS), eller direkt inlet electron ionisation mass spectrometry (DI EI-MS).
I dag, når man kun har meget lidt materiale til rådighed, man kan også anvende FT Raman Spectroscopy, mikroskopi og non-destruktive analyser. 
Fourier-Transform Infrared Spectroscopy (FTIR), som er en spektroskopisk metode, giver oplysninger om molekylers vibrationer og kan også anvendes til identifikation. Attenuated Total Reflection - Fourier-Transform Infrared Spectroscopy (ATR-FTIR) er en metode, som i modsætning til almindelig FTIR, ikke kræver forberedelse af prøvematerialet, man kan måle direkte på både væsker og faste stoffer. 